# 아프리카덤불다람쥐속
아프리카덤불다람쥐속(영어: Paraxerus)은 다람쥐과에 속하는 설치류 속이다. 11종으로 이루어져 있다.

## 하위 종
| - 알렉산더덤불다람쥐 (P. alexandri) - 뵘덤불다람쥐 (P. boehmi) - 스미스덤불다람쥐 (P. cepapi) - 쿠퍼산악다람쥐 (P. cooperi) - 줄무늬덤불다람쥐 (P. flavovittis) - 검붉은덤불다람쥐 (P. lucifer) | - 황토색덤불다람쥐 (P. ochraceus) - 붉은덤불다람쥐 (P. palliatus) - 초록덤불다람쥐 (P. poensis) - 스위너튼덤불다람쥐 (P. vexillarius) - 빈센트덤불다람쥐 (P. vincenti) |